# Ken Olin

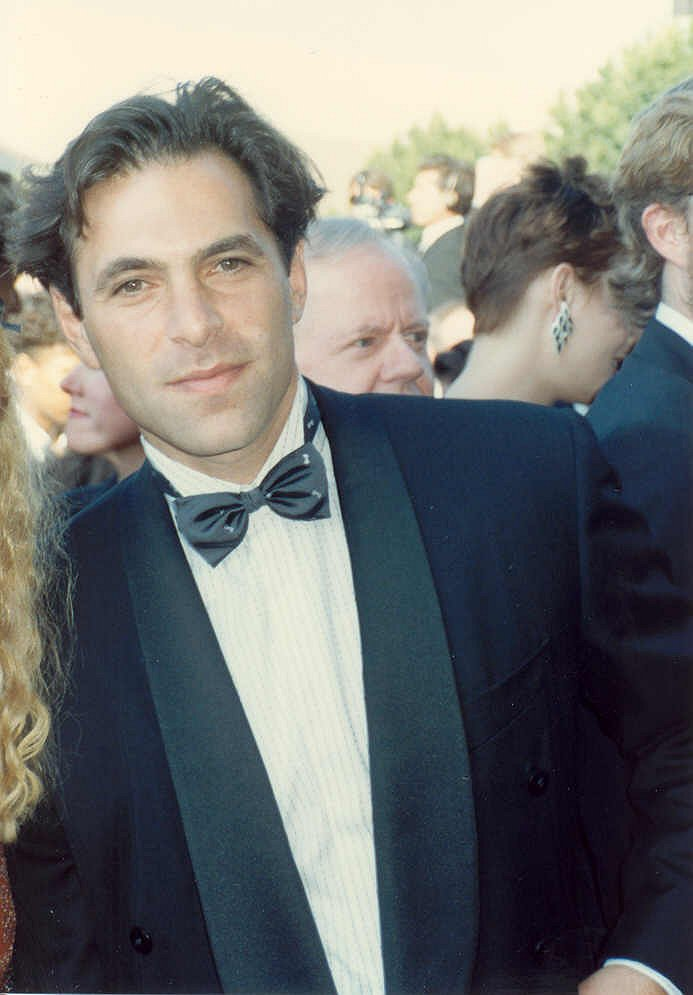
Ken Olin

Ken Olin (Chicago, 30 luglio 1954) è un attore, regista e produttore televisivo statunitense.

## Filmografia parziale

### Regista

#### Cinema
- Un padre per Adam (The Broken Cord) (1992)
- La leggenda di Zanna Bianca (White Fang 2: Myth of the White Wolf) (1994)

#### Televisione
- Phenomenon 2 (Phenomenon II) – film TV (2003)
- Grand Hotel – serie TV, episodio 1x01 (2019)

### Attore

#### Cinema
- Solo se il destino (Til There Was You), regia di Scott Winant (1997)

#### Televisione
- Hill Street giorno e notte (Hill Street Blues) – serie TV (1985)
- La signora in giallo (Murder, She Wrote) – serie TV, episodio 3x07 (1986)
- In famiglia e con gli amici  (Thirtysomething) – serie TV (1987-1991)
- Amore senza tempo (Evolution's Child), regia di Jeffrey Reiner – film TV (1999)

## Doppiatori italiani
Nelle versioni in italiano dei suoi lavori, Ken Olin è stato doppiato da:
- Fabrizio Pucci ne In famiglia e con gli amici, EZ Streets
- Roberto Draghetti in Criminal Minds, Zoo
- Francesco Pannofino in Alias